# Franz Ludwig von Neugebauer
Franz Ludwig Freiherr von Neugebauer, auch Neugebauer von Cadan, (* 15. November 1731 in Polnisch-Wartenberg; † 24. Juni 1808 in Graz) war ein kaiserlicher Feldmarschallleutnant, Kommandierender General in Inner-Österreich sowie Inhaber des Infanterie-Regiments No. 46.

## Leben

### Herkunft
Die Familie Neugebauer stammt ursprünglich aus Schweden. Franz Johann Neugebauer geriet während des Dreißigjährigen Krieges in Gefangenschaft. Er wechselte die Konfession, ging in kaiserliche Dienste und erhielt am 13. Oktober 1640 den österreichischen Adel. Einer seiner Nachkommen war der Zollamtsdirektor Franz Anton von Neugebauer. Aus dessen Ehe mit Rosina von Bruchmann entstammt der spätere General.

### Militärkarriere
Neugebauer ging in kaiserliche Dienste und wurde im Jahr 1748 Fähnrich im Infanterie-Regiment „Palavicini“. Er stieg dort auf und war bei Beginn des Siebenjährigen Krieges Hauptmann. 1759 konnte er sich im Gefecht bei Maxen auszeichnen. Am 29. November hielt er den Befehl, mit drei Regimentern gegen Maxen vorzugehen. Es gelang ihm, diese verdeckt bis Maxen zu führen und die überraschten Preußen dort zu vertreiben. Für den Erfolg wurde er zum Major befördert. Im Jahr 1760 stand er beim Korps Ried, dass von der Preußen verfolgt wurde. Am 17. September 1760 musste sich General Ried von Dittmannsdorf und Seitendorf zurückziehen. Die Jäger waren bereits zersprengt, als Neugebauer die Gefahr erkannt und das Stabsdragoner-Regiment gegen die Preußen führte. Die Zeit ermöglichte es den Jägern, sich wieder zu sammeln und den Rückzug des Korps zu decken. Auch konnte dadurch die  ganze Bagage des Korps gerettet worden. Am 7. Oktober 1760 wurde er als Flügeladjutant zu Feldmarschall Daun beordert. Am 3. November kämpfte er in der Schlacht bei Torgau. Als die Preußen kurz davor standen, das österreichische Zentrum zu durchstoßen, konnte Neugebauer noch rechtzeitig das Reservekorps mit den Regimentern „Kinsky“, „Colloredo“ und „Bayreuth“ heranführen. Dabei wurde er schwer verletzt.
Am 20. März 1763 wurde er wegen seiner guten Dienste als Flügeladjutant zum Hofkriegsrats-Präsidium versetzt. Für seine Taten im Krieg erhielt er nach dem Krieg am 21. November 1763 das Ritterkreuz des Maria-Theresia-Ordens und wurde im Jahr darauf in den Freiherrenstand erhoben.
1766 wurde er als Major in das Regiment zurück versetzt und erhielt die Oberstleutnant-Stelle des Grafen Hamilton. 1768 kaufte er sich die Oberst-Stelle. Am 25. April 1775 wurde er mit Rang vom 29. Mai 1771 zum Generalmajor ernannt. Am 26. Juni 1786 wurde er zum Inhaber des Infanterie-Regiments No. 46 bestellt und am 3. September 1786 zum Feldmarschallleutnant befördert. Er nahm am Bayerischen Erbfolgekrieg teil und wurde im Dezember 1790 von Pressburg als Kommandierender General von Inner-Österreich nach Innsbruck versetzt. Am 12. Dezember 1799 wurde er in den Ruhestand versetzt.
Er zog sich nach Graz zurück, wo er am 24. Juni 1808 starb.

### Familie
Neugebauer heiratete 1775 die Gräfin Maria Walburga Josepha von Stubenberg (* 1741), Witwe des Karl von Fieger zu Hirschberg († 1774). Das Paar hatte mehrere Kinder:
- Franz Xaver (1777–1830), Generalmajor ⚭ 1803 Theresia Burkhardt von der Klee
- Maria Theresia (* 16. Juli 1777(?))
- Kasper (1780–1849), Oberst a. D. ⚭ 1809 Gräfin Juliana von Lodron-Laterano (* 1787), Witwe des Christoph von Lehrbach († 1810 (?)), Schwester von Konstantin zu Lodron-Laterano[2]